# John Nugent Fitch
Pour les articles homonymes, voir Fitch.
John Nugent Fitch (1840–1927) est un illustrateur botanique et lithographe britannique. Il est le neveu de Walter Hood Fitch (1817-1892), lui-même illustrateur botanique et lithographe.
John Nugent Fitch réalise notamment seul l'illustration de  The Orchid Album. 
Il est par ailleurs souvent associé à Matilda Smith pour la réalisation des planches du Curtis's Botanical Magazine, Smith en tant que dessinatrice, Fitch en tant que lithographe. Les planches sont alors signées “M.S. del., J.N.Fitch lith.”.